# Chuba Akpom
Chuba Amechi Akpom (sinh ngày 9 tháng 10 năm 1995) là một cầu thủ bóng đá người Anh chơi ở vị trí tiền đạo cho câu lạc bộ Ajax.

## Thống kê sự nghiệp
Tính đến 22 tháng 12 năm 2024
| Câu lạc bộ                    | Mùa giải            | Giải vô địch        | Giải vô địch | Giải vô địch | Cúp quốc gia | Cúp quốc gia | Cúp liên đoàn | Cúp liên đoàn | Châu lục | Châu lục | Khác | Khác | Tổng cộng | Tổng cộng |
| Câu lạc bộ                    | Mùa giải            | Hạng đấu            | Trận         | Bàn          | Trận         | Bàn          | Trận          | Bàn           | Trận     | Bàn      | Trận | Bàn  | Trận      | Bàn       |
| ----------------------------- | ------------------- | ------------------- | ------------ | ------------ | ------------ | ------------ | ------------- | ------------- | -------- | -------- | ---- | ---- | --------- | --------- |
| Arsenal                       | 2012–13             | Premier League      | 0            | 0            | 0            | 0            | 0             | 0             | 0        | 0        | —    | —    | 0         | 0         |
| Arsenal                       | 2013–14             | Premier League      | 1            | 0            | 0            | 0            | 1             | 0             | 0        | 0        | —    | —    | 2         | 0         |
| Arsenal                       | 2014–15             | Premier League      | 3            | 0            | 3            | 0            | 1             | 0             | 0        | 0        | 0    | 0    | 7         | 0         |
| Arsenal                       | 2016–17             | Premier League      | 0            | 0            | 0            | 0            | 1             | 0             | 0        | 0        | —    | —    | 1         | 0         |
| Arsenal                       | 2017–18             | Premier League      | 0            | 0            | 1            | 0            | 1             | 0             | 0        | 0        | 0    | 0    | 2         | 0         |
| Arsenal                       | Tổng cộng           | Tổng cộng           | 4            | 0            | 4            | 0            | 4             | 0             | 0        | 0        | 0    | 0    | 12        | 0         |
| Brentford (mượn)              | 2013–14             | League One          | 4            | 0            | —            | —            | —             | —             | —        | —        | —    | —    | 4         | 0         |
| Coventry City (mượn)          | 2013–14             | League One          | 6            | 0            | —            | —            | —             | —             | —        | —        | —    | —    | 6         | 0         |
| Nottingham Forest (mượn)      | 2014–15             | Championship        | 7            | 0            | —            | —            | —             | —             | —        | —        | —    | —    | 7         | 0         |
| Hull City (mượn)              | 2015–16             | Championship        | 36           | 3            | 1            | 3            | 4             | 1             | —        | —        | 1    | 0    | 42        | 7         |
| Brighton & Hove Albion (mượn) | 2016–17             | Championship        | 10           | 0            | —            | —            | —             | —             | —        | —        | —    | —    | 10        | 0         |
| Sint-Truiden (mượn)           | 2017–18             | Belgian Pro League  | 16           | 6            | —            | —            | —             | —             | —        | —        | —    | —    | 16        | 6         |
| PAOK                          | 2018–19             | Super League Greece | 20           | 6            | 8            | 2            | —             | —             | 5        | 0        | —    | —    | 33        | 8         |
| PAOK                          | 2019–20             | Super League Greece | 33           | 8            | 6            | 1            | —             | —             | 4        | 1        | —    | —    | 43        | 10        |
| PAOK                          | 2020–21             | Super League Greece | 1            | 0            | 0            | 0            | —             | —             | 2        | 0        | —    | —    | 3         | 0         |
| PAOK                          | Tổng cộng           | Tổng cộng           | 54           | 14           | 14           | 3            | —             | —             | 11       | 1        | —    | —    | 79        | 18        |
| Middlesbrough                 | 2020–21             | Championship        | 38           | 5            | 1            | 0            | 0             | 0             | —        | —        | —    | —    | 39        | 5         |
| Middlesbrough                 | 2021–22             | Championship        | 1            | 0            | 0            | 0            | 0             | 0             | —        | —        | —    | —    | 1         | 0         |
| Middlesbrough                 | 2022–23             | Championship        | 38           | 28           | 1            | 1            | 1             | 0             | —        | —        | 2    | 0    | 42        | 29        |
| Middlesbrough                 | Tổng cộng           | Tổng cộng           | 77           | 33           | 2            | 1            | 1             | 0             | —        | —        | 2    | 0    | 82        | 34        |
| PAOK (mượn)                   | 2021–22             | Super League Greece | 34           | 7            | 7            | 2            | —             | —             | 11       | 2        | —    | —    | 52        | 11        |
| Ajax                          | 2023–24             | Eredivisie          | 26           | 11           | 1            | 1            | —             | —             | 12       | 3        | —    | —    | 39        | 15        |
| Ajax                          | 2024–25             | Eredivisie          | 14           | 2            | 1            | 1            | —             | —             | 12       | 3        | —    | —    | 27        | 6         |
| Ajax                          | Tổng cộng           | Tổng cộng           | 40           | 13           | 2            | 2            | —             | —             | 24       | 6        | —    | —    | 66        | 21        |
| Tổng cộng sự nghiệp           | Tổng cộng sự nghiệp | Tổng cộng sự nghiệp | 288          | 76           | 30           | 11           | 9             | 1             | 46       | 9        | 3    | 0    | 376       | 97        |

1. ↑  Bao gồm FA Cup, Greek Cup, KNVB Cup
2. ↑  Bao gồm EFL Cup
3. 1 2  Số lần ra sân tại Championship play-offs
4. ↑  Hai lần ra sân tại UEFA Champions League, ba lần ra sân tại UEFA Europa League
5. ↑  Hai lần ra sân và một bàn thắng tại UEFA Champions League, hai lần ra sân tại UEFA Europa League
6. ↑  Số lần ra sân tại UEFA Champions League
7. ↑  Số lần ra sân tại UEFA Europa Conference League
8. ↑  Sáu lần ra sân và ba bàn thắng tại UEFA Europa League, bốn lần ra sân tại UEFA Europa Conference League
9. ↑  Số lần ra sân tại UEFA Europa League

## Danh hiệu
Hull City
- Football League Championship play-offs: 2016[13]

Brighton & Hove Albion
- EFL Championship á quân: 2016–17[14]

PAOK
- Super League Greece: 2018–19[15]
- Greek Cup: 2018–19[16]